# Булка Дементій Павлович
Дементій Павлович Булка (23 серпня 1908, село Тернівка, тепер Вінницької області — 1976) — український радянський діяч, голова колгоспу, орденоносець.

## Біографія
Народився в селянській родині. Трудову діяльність розпочав у селі Тернівка рільником.
У 1930 році призваний до лав Червоної армії в Амурський стрілецький полк, курсантом. У 1932 році демобілізований, повернувся до рідного села, працював у колгоспі. Член ВКП(б).
У 1934—1938 роках — голова колгоспу імені Калініна села Серебрія Бершадського району Вінницької області.
У 1938—1941 роках — голова колгоспу імені Ворошилова села Джулинка Вінницької області.
У 1941 році працював головою колгоспу «12-річчя Жовтня» села Красносілка Вінницької області.
У 1941 році мобілізований до Червоної армії, учасник німецько-радянської війни. З 1941 року служив лейтенантом 218-ї стрілецької дивізії 17-ї армії Південного фронту. З 1942 по 1943 рік був командиром автороти 255-ї стрілецької дивізії Південного фронту. У 1943—1946 роках — командир автобатальйону 44-го окремого автомобільного полку Ставки Верховного Головнокомандування.
За участь в обороні Кавказа Булку Дементія Павловича Указом Президії Верховної Ради СРСР від 1 травня 1944 року нагородили медаллю «За оборону Кавказу» № 03970 та медаллю «За перемогу над Німеччиною у Великій Вітчизняній війні 1941—1945 рр.» (Указ Президії Верховної ради СРСР від 9 травня 1945 року). За мужність та хоробрість в боях з ворогом указами Президії Верховної Ради СРСР нагороджений двічі орденом Червоної Зірки (№ 3616483 та № 1153346).
Після демобілізації — голова колгоспу імені Сталіна села Погоріла Джулинського району Вінницької області.
Колгосп став передовим у районі, брав участь у Виставках досягнень сільського господарства СРСР. Дементій Булка був нагороджений медалями ВДНГ у 1955 (№ 086022); 1956 (№ 190723); 1957 (№ 270691) роках. За високі досягнення у сільському виробництві голову колгоспу також нагородили орденом Леніна № 900183 (26.02.1958) й трьома золотими (№ 1603, 1957); (№ 392, 1962); (№ 235, 1963) та однією срібною медаллю ВДНГ (№ 548, 1960).
У 1960 році написав книгу «193 пуди озимої пшениці з гектара» (Вінницьке обласне книжково-газетне видавництво, 1960), узагальнивши багаторічний досвід вирощування високих урожаїв зернових культур.
Родина: дружина Константинівська Ольга Юхимівна (1909—1984 рр.) та два сини: Борис (1935 р.н.) і Олександр (1939 р.н.).

## Звання
- капітан

## Нагороди
- орден Леніна (26.02.1958)
- два ордени Червоної Зірки
- медаль «За оборону Кавказу»
- медаль «За перемогу над Німеччиною у Великій Вітчизняній війні 1941—1945 рр.»
- три золоті медалі ВДНГ
- срібна медаль ВДНГ